# Réserve naturelle nationale des dunes et marais d'Hourtin
La réserve naturelle nationale des dunes et marais d'Hourtin (RNN172) est une réserve naturelle nationale de Gironde en région Nouvelle-Aquitaine. Créée en 2009, elle occupe une surface de 2 150 ha entre le littoral et le nord-ouest du lac d'Hourtin et de Carcans.

## Localisation

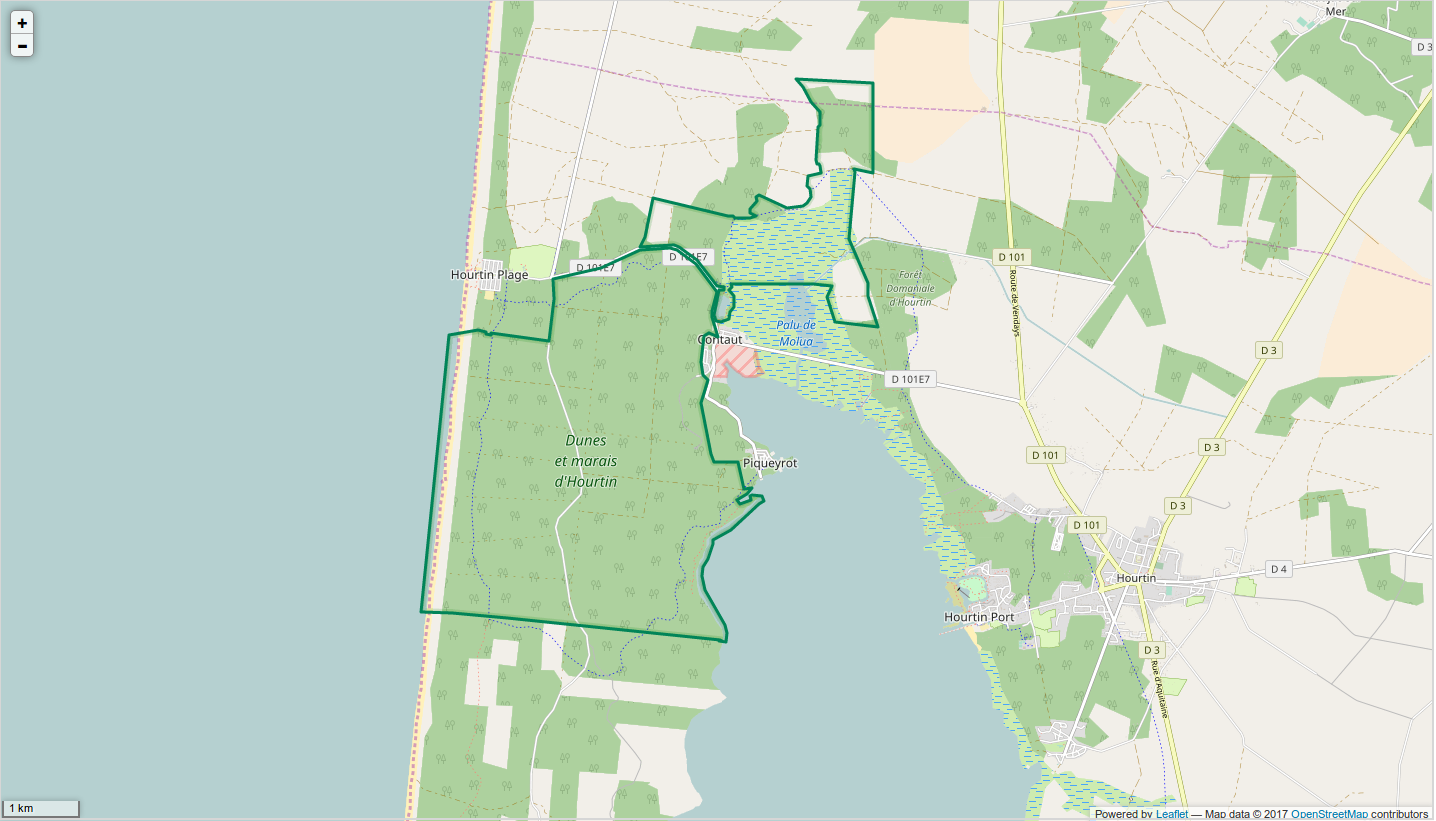
Périmètre de la réserve naturelle.

Située sur la commune d'Hourtin dans le Médoc, la réserve naturelle se trouve entre le lac d'Hourtin et de Carcans et la côte des Landes dans le département de la Gironde. Elle englobe la plage, la forêt domaniale et la forêt communale d'Hourtin et s'étend de la mer aux lacs arrière-dunaires, et aux milieux lacustres et marécageux des territoires périphériques.

## Histoire du site et de la réserve

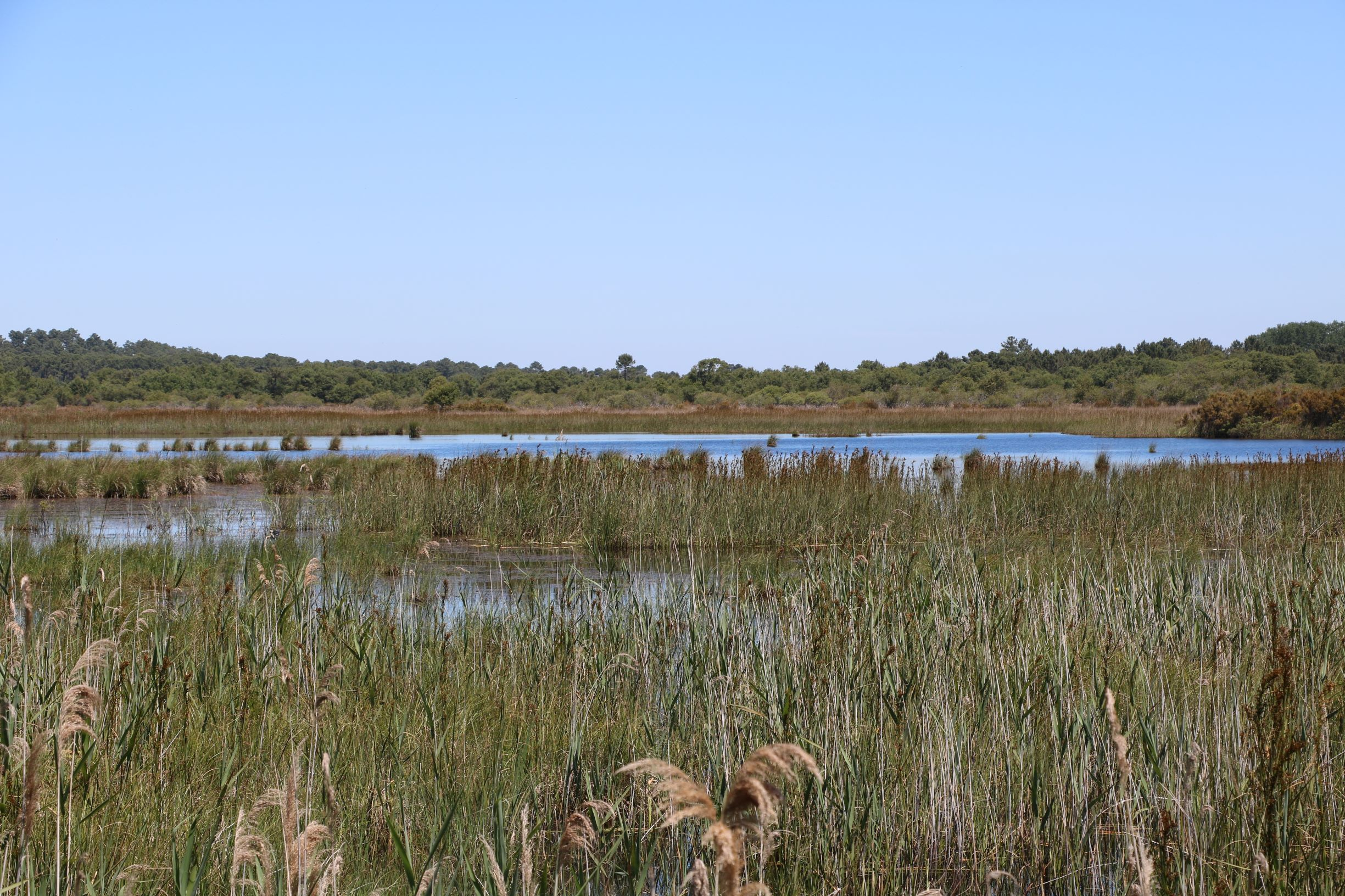
Marais de Hourtin à Contaut

La création de cette réserve naturelle s'inscrit dans le cadre du contrat d'objectifs passé entre l’État et l'Office national des forêts visant à classer des forêts caractérisées par une grande richesse d'habitats forestiers d'intérêt communautaire insuffisamment représentés dans les réseaux des réserves naturelles. Elle permet d'étoffer de façon globale et opportune le réseau des espaces protégés du littoral aquitain. 

## Écologie (biodiversité, intérêt écopaysager…)
La valeur écologique du système dunaire littoral, des zones de palus (zones humides) et des marais interdépendants du Nord-Ouest Médocain est reconnue depuis de nombreuses années. Le site joue un rôle essentiel en tant que corridor écologique favorisant les échanges faunistiques et floristiques entre les îlots de biodiversité européens, nationaux, régionaux et locaux.

### Flore
La flore est très diversifiée et de haute valeur patrimoniale avec neuf espèces protégées sur le plan national. Les boisements du cordon dunaire littoral présentent un très fort développement des feuillus, principalement le chêne vert et le chêne pédonculé.

### Faune
Vit sur le site un échantillon relativement complet des reptiles, amphibiens et mammifères régionaux avec notamment la cistude d'Europe, le lézard ocellé, le vison d'Europe et la loutre. 
Les rives aplanies du lac d'Hourtin et le palus du Molua constituent en outre une zone de frai privilégiée pour la reproduction du brochet. Enfin, la situation géographique du palus de Molua en fait un site extrêmement favorable pour l'hivernage de nombreux oiseaux migrateurs tels la sarcelle d'hiver ou l'oie cendrée par exemple, et pour la nidification de rapaces comme le busard cendré.

## Intérêt touristique et pédagogique

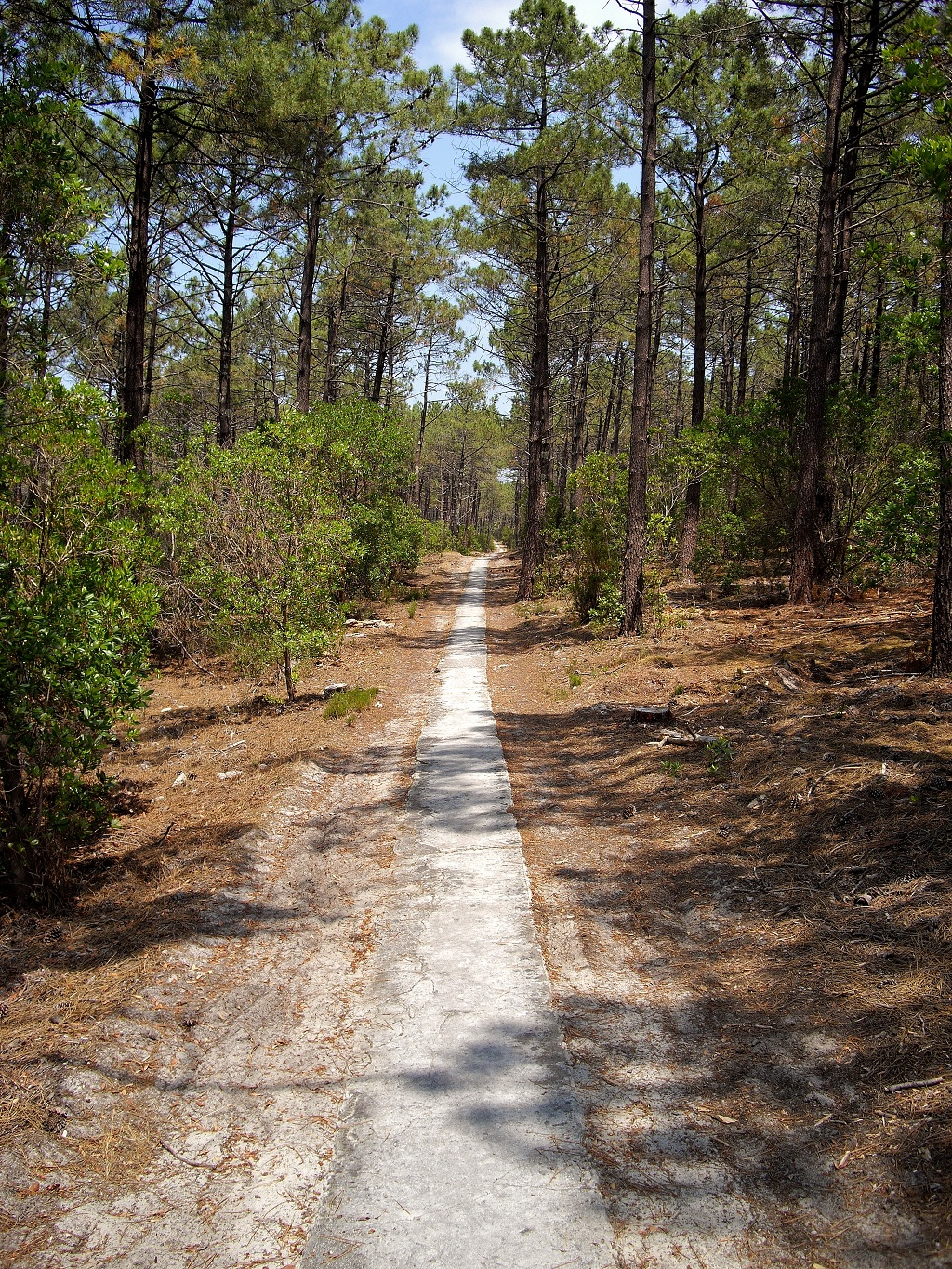
Piste cyclable

L'accès à la réserve naturelle est libre en empruntant les sentiers et chemins existants.

## Administration, plan de gestion, règlement
La réserve naturelle est gérée par l'ONF Landes Nord Aquitaine,,.

### Outils et statut juridique
La réserve naturelle a été créée par un décret du 15 décembre 2009. Elle fait partie du Site inscrit de la forêt domaniale et des rives du lac d'Hourtin. Le site fait également partie de différents zonages liés à Natura 2000, en particulier ZNIEFF, ZSC et ZPS.